# Diurideae
Diurideae (Endl.) Lindl. ex Meisn., 1842 è una tribù di piante della famiglia delle Orchidacee (sottofamiglia Orchidoideae).

## Tassonomia
La tribù comprende 40 generi, raggruppati in 9 sottotribù:
Sottotribù Acianthinae
- Acianthus R.Br. (20 spp.)
- Corybas Salisb. (132 spp.)
- Cyrtostylis R.Br. (5 spp.)
- Stigmatodactylus Maxim. ex  Makino (10 spp.)
- Townsonia Cheeseman (2 spp.)

Sottotribù Caladeniinae
- Adenochilus Hook.f.  (2 spp.)
- Aporostylis Rupp & Hatch (1 sp.)
- Caladenia R.Br. (267 spp.)
- Cyanicula Hopper & A.P.Brown (10 spp.)
- Elythranthera (Endl.) A.S.George (2 spp.)
- Ericksonella Hopper  & A.P.Br.  (1 sp.)
- Eriochilus R.Br. (9 spp.)
- Glossodia R.Br. (2 spp.)
- Leptoceras (R.Br.) Lindl. (1 sp.)
- Pheladenia D.L.Jones & M.A.Clem. (1 sp.)
- Praecoxanthus Hopper & A.P.Brown (1 sp.)

Sottotribù Cryptostylidinae
- Coilochilus Schltr. (1 sp.)
- Cryptostylis R.Br. (23 spp.)

Sottotribù Diuridinae
- Diuris Sm. (71 spp.)
- Orthoceras R.Br. (2 spp.)

Sottotribù Drakaeinae
- Arthrochilus F.Muell. (15 spp.)
- Caleana R.Br. (1 sp.)
- Chiloglottis R.Br. (23 spp.)
- Drakaea Lindl. (10 spp.)
- Paracaleana Blaxell (13 spp.)
- Spiculaea Lindl. (1 sp.)

Sottotribù Megastylidinae
- Burnettia Lindl. (1 sp.)
- Leporella A.S.George (1 sp.)
- Lyperanthus R.Br. (2 spp.)
- Megastylis (Schltr.) Schltr. (7 spp.)
- Pyrorchis D.L.Jones  &  M.A.Clements  (2 spp.)
- Rimacola Rupp (1 sp.)
- Waireia D.L.Jones, Molloy & M.A.Clements (1 sp.)

Sottotribù Prasophyllinae
- Genoplesium R.Br.  (47 spp.)
- Microtis R.Br.  (19 spp.)
- Prasophyllum R.Br. (131 spp.)

Sottotribù Rhizanthellinae
- Rhizanthella R.S.Rogers (4 spp.)

Sottotribù Thelymitrinae
- Calochilus R.Br. (27 spp.)
- Epiblema R.Br. (1 sp.)
- Thelymitra J.R.Forst. & G.Forst. (110 spp.)